# Іляна (комуна)
Іляна (рум. Ileana) — комуна у повіті Келераш в Румунії. До складу комуни входять такі села (дані про населення за 2002 рік):
- Іляна (1013 осіб)
- Арцарі (621 особа)
- Влейкулешть (252 особи)
- Подарі (172 особи)
- Резоареле (165 осіб)
- Ресуріле (41 особа)
- Сату-Ноу (290 осіб)
- Флоріка (658 осіб)
- Штефенешть (660 осіб)

Комуна розташована на відстані 45 км на схід від Бухареста, 63 км на північний захід від Келераші, 148 км на південний захід від Галаца.

## Населення
За даними перепису населення 2002 року у комуні проживали 3872 особи.
Національний склад населення комуни:
| Національність | Кількість осіб | Відсоток |
| -------------- | -------------- | -------- |
| румуни         | 3768           | 97,3%    |
| цигани         | 98             | 2,5%     |
| італійці       | 3              | 0,1%     |
| угорці         | 1              | < 0,1%   |
| німці          | 1              | < 0,1%   |
| серби          | 1              | < 0,1%   |

Рідною мовою назвали:
| Мова       | Кількість осіб | Відсоток |
| ---------- | -------------- | -------- |
| румунська  | 3868           | 99,9%    |
| італійська | 2              | 0,1%     |
| угорська   | 1              | < 0,1%   |
| німецька   | 1              | < 0,1%   |

Склад населення комуни за віросповіданням:
| Релігія        | Кількість осіб | Відсоток |
| -------------- | -------------- | -------- |
| православні    | 3856           | 99,6%    |
| римо-католики  | 6              | 0,2%     |
| бретрени       | 5              | 0,1%     |
| лютерани       | 3              | 0,1%     |
| греко-католики | 1              | < 0,1%   |
| не релігійні   | 1              | < 0,1%   |